# Institut des sciences et techniques des Yvelines
Institut des sciences et techniques des Yvelines er et fransk ingeniør-institut tilknyttet Université de Versailles-Saint-Quentin-en-Yvelines.
Instituttet blev oprettet i 1992 og har i dag omkring 500 studerende.